# Lagamal
Lagamal was een Elamitische godin van de onderwereld. Samen met Ishnikarab ontving zij de doden. De twee godinnen werkten met Inshushinak, die de doden veroordeelde.
De goden uit Elam zijn bekend van inscripties, zegels en tempels, maar er is geen mythologie overgeleverd. De meeste informatie is bekend van Mesopotamische teksten. Lamagal werd in Akkadische teksten gelijkgesteld aan de mannelijke onderwereldgod Nergal, de echtgenoot van Eresjkigal en de planeet Mars.